# Odpowiedź na pytanie (Herrick)
Odpowiedź na pytanie (ang. His Answer to a Question) – to epigramat siedemnastowiecznego angielskiego poety Roberta Herricka, autora między innymi wiersza Świeże wiśnie, zaliczanego do "szkoły metafizycznej" Johna Donne'a.

## Charakterystyka ogólna
Wiersz, jak na epigramat, jest dość długi, bo liczy dwanaście wersów, są to jednak linijki krótkie, więc całość ma charakter mocno lakoniczny.
Some would know
Why I so
Long still do tarry,
And ask why
Here that I
Live and not marry.
Thus I those
Do oppose:
What man would be here
Slave to thrall,
If at all
He could live free here?

## Forma
Utwór składa się z wersów trójzgłoskowych, akcentowanych SsS, i pięciozgłoskowych SssSs lub sSsSs. Całość układa się w porządku 3/3/5/3/3/5/3/3/5/3/3/5 i rymuje się aabccbddeffe.

## Treść
Utwór w żartobliwy sposób wyraża światopogląd mężczyzny, który - chcąc zachować pełną swobodę - nie zamierza się żenić. Zniecierpliwiony dopytywaniem przez znajomych, czemu nie bierze sobie żony, podmiot liryczny odpowiada, że nikt nie oddaje się dobrowolnie w niewolę, dając tym samym do zrozumienia, że nie powinni oni mieszać się do jego prywatnych spraw. Wiersz jest dość typowy dla twórczości Herricka, który wyraźnie specjalizował się w epigramacie. Dodać można, że poeta, mimo powołania duchownego, znajdował upodobanie w pisaniu utworów lekkich, łatwych i przyjemnych, podchodzących do spraw życiowych z rezerwą i humorem. Łatwo to zaobserwować w dużym wyborze z liryki Herricka, który opracował Stanisław Barańczak.

## Przekład
Wiersz Herricka przełożył na język polski (pod tytułem Odpowiedź na pytanie) Wiktor Jarosław Darasz.